# Batenga
Batenga est une localité située dans le département d'Absouya de la province de Bassitenga dans la région Oubri au Burkina Faso.

## Géographie
Batenga se trouve à 3 km au nord-ouest d'Absouya, le chef-lieu du département.

## Santé et éducation
Le centre de soins le plus proche de Batenga est le centre de santé et de promotion sociale (CSPS) d'Absouya tandis que le centre médical avec antenne chirurgicale (CMA) de la province se trouve à Ziniaré.
Le village possède une école primaire publique.